# Vostrukha Mons
Il Vostrukha Mons è una struttura geologica della superficie di Venere.